# Şıxlar (ort i Azerbajdzjan, Sabirabad)
Şıxlar är en ort i Azerbajdzjan.   Den ligger i distriktet Sabirabad Rayonu, i den sydöstra delen av landet, 120 km väster om huvudstaden Baku. Antalet invånare är 693.
Terrängen runt Şıxlar är mycket platt. Närmaste större samhälle är Sabirabad, 9,8 km sydväst om Şıxlar.
Trakten runt Şıxlar består till största delen av jordbruksmark. Runt Şıxlar är det ganska tätbefolkat, med 80 invånare per kvadratkilometer.